# (500353) 2012 TL11
(500353) 2012 TL11 es un asteroide perteneciente al cinturón de asteroides, descubierto el 23 de septiembre de 2012 por el equipo del Mount Lemmon Survey desde el Observatorio del Monte Lemmon, Arizona, Estados Unidos.

## Designación y nombre
Designado provisionalmente como 2012 TL11.

## Características orbitales
2012 TL11 está situado a una distancia media del Sol de 3,141 ua, pudiendo alejarse hasta 3,869 ua y acercarse hasta 2,413 ua. Su excentricidad es 0,231 y la inclinación orbital 26,11 grados. Emplea 2033,81 días en completar una órbita alrededor del Sol.
El próximo acercamiento a la órbita de Júpiter se producirá el 31 de julio de 2107.

## Características físicas
La magnitud absoluta de 2012 TL11 es 16,1.